# Mirefleurs
Mirefleurs (en occitan : Miraflors) est une commune française située dans le département du Puy-de-Dôme, en région Auvergne-Rhône-Alpes.

## Géographie

### Localisation
Cinq communes sont limitrophes de Mirefleurs :
|                      | La Roche-Noire | Saint-Georges-sur-Allier |
| Les Martres-de-Veyre | Mirefleurs     | Busséol                  |
|                      |                | Saint-Maurice            |

### Géologie et relief
Le bourg est dominé par le puy Saint-Romain dont juste la pointe se trouve à 795 m mais sur la commune de Saint-Maurice. Sur la commune, le puy Saint-André au nord-est est haut de 550 m.
La commune peut se diviser en trois tranches à peu près égales. À l'est, des zones boisées et pentues, au centre, des zones habitées et vallonnées, à l'ouest, des zones planes, agricoles. La rivière Allier ferme le côté ouest et délimite la séparation avec la commune voisine des Martres-de-Veyre.

### Transports
La commune est desservie par les routes départementales 1 (reliant Pont-du-Château et La Roche-Noire au nord à Vic-le-Comte au sud), 117 (passant au nord de la commune en direction de Busséol) et 751 (reliant Les Martres-de-Veyre au centre-ville).
La gare ferroviaire la plus proche est située aux Martres-de-Veyre.

### Climat
Pour des articles plus généraux, voir Climat d'Auvergne-Rhône-Alpes et Climat du Puy-de-Dôme.
En 2010, le climat de la commune est de type climat océanique dégradé des plaines du Centre et du Nord, selon une étude du Centre national de la recherche scientifique s'appuyant sur une série de données couvrant la période 1971-2000. En 2020, Météo-France publie une typologie des climats de la France métropolitaine dans laquelle la commune est exposée à un climat de montagne ou de marges de montagne et est dans la région climatique Nord-est du Massif Central, caractérisée par une pluviométrie annuelle de 800 à 1 200 mm, bien répartie dans l’année.
Pour la période 1971-2000, la température annuelle moyenne est de 11,3 °C, avec une amplitude thermique annuelle de 16,7 °C. Le cumul annuel moyen de précipitations est de 829 mm, avec 10,3 jours de précipitations en janvier et 6,6 jours en juillet. Pour la période 1991-2020, la température moyenne annuelle observée sur la station météorologique de Météo-France la plus proche, « Plauzat_sapc », sur la commune de Plauzat à 10 km à vol d'oiseau, est de 11,3 °C et le cumul annuel moyen de précipitations est de 606,8 mm,. Pour l'avenir, les paramètres climatiques de la commune estimés pour 2050 selon différents scénarios d'émission de gaz à effet de serre sont consultables sur un site dédié publié par Météo-France en novembre 2022.

## Urbanisme

### Typologie
Au 1er janvier 2024, Mirefleurs est catégorisée ceinture urbaine, selon la nouvelle grille communale de densité à sept niveaux définie par l'Insee en 2022.
Elle appartient à l'unité urbaine de Veyre-Monton, une agglomération intra-départementale regroupant quatre  communes, dont elle est ville-centre,,. Par ailleurs la commune fait partie de l'aire d'attraction de Clermont-Ferrand, dont elle est une commune de la couronne,. Cette aire, qui regroupe 209 communes, est catégorisée dans les aires de 200 000 à moins de 700 000 habitants,.

### Occupation des sols
L'occupation des sols de la commune, telle qu'elle ressort de la base de données européenne d’occupation biophysique des sols Corine Land Cover (CLC), est marquée par l'importance des territoires agricoles (49,6 % en 2018), en diminution par rapport à 1990 (52,9 %). La répartition détaillée en 2018 est la suivante : forêts (27,3 %), terres arables (19,7 %), zones agricoles hétérogènes (19,3 %), zones urbanisées (17,2 %), prairies (10,6 %), milieux à végétation arbustive et/ou herbacée (3,1 %), eaux continentales (2,8 %). L'évolution de l’occupation des sols de la commune et de ses infrastructures peut être observée sur les différentes représentations cartographiques du territoire : la carte de Cassini (XVIIIe siècle), la carte d'état-major (1820-1866) et les cartes ou photos aériennes de l'IGN pour la période actuelle (1950 à aujourd'hui).

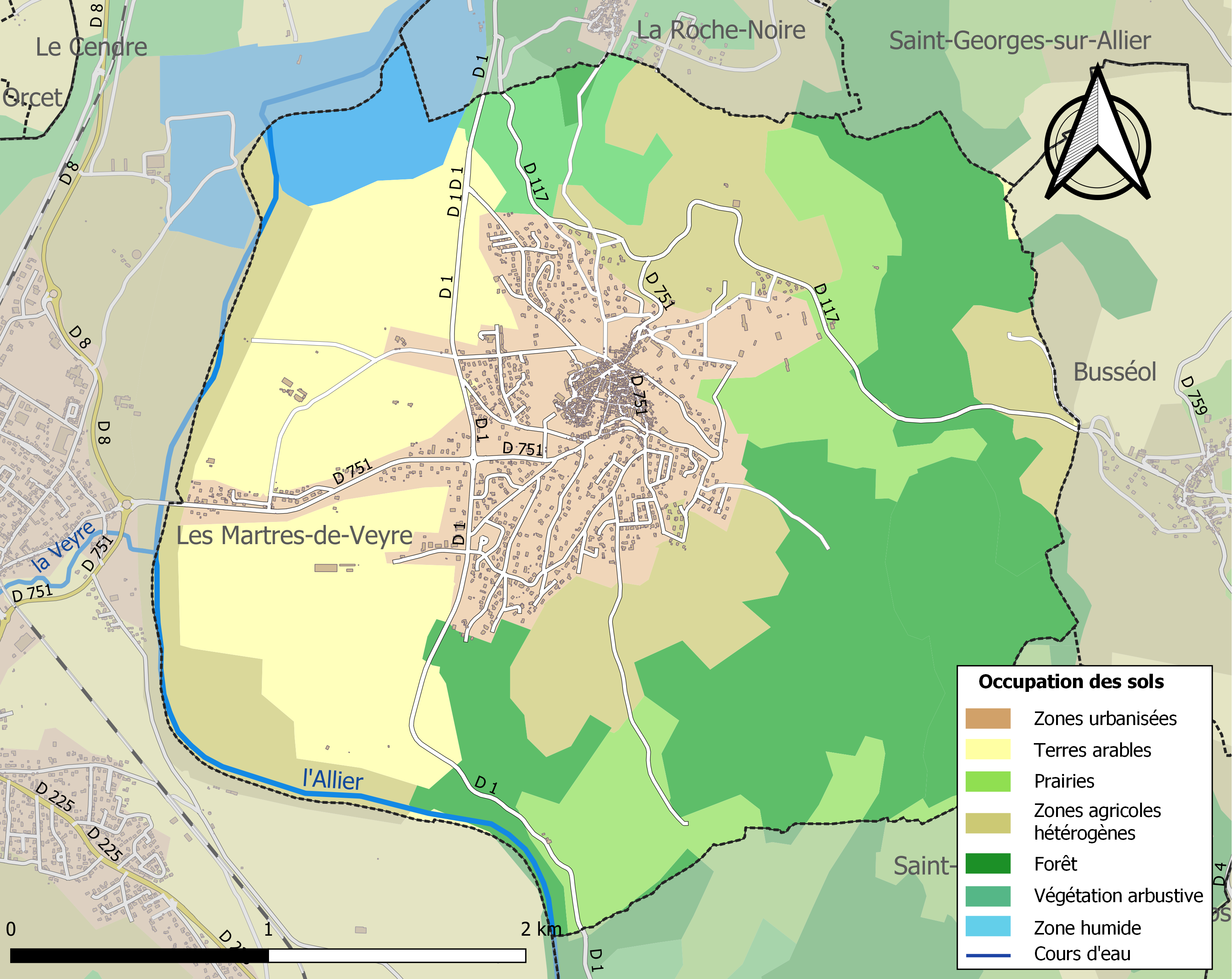
Carte des infrastructures et de l'occupation des sols de la commune en 2018 (CLC).

## Histoire
Les racines les plus anciennes du peuplement de Mirefleurs, connues à ce jour, datent du Paléolithique moyen (moustérien). Un important gisement de plein air a en effet été découvert sur cette commune. Non loin de là se trouve un habitat du Gravettien ancien (environ 30 000 ans BP). Le site se caractérise par la présence de nombreux ossements de chevaux, témoins d'une chasse spécialisée. Des études ont permis d'attester l'utilisation de l'arc, avec des flèches armées de petites pointes en silex, aussi appelées microgravettes. L'importance du peuplement préhistorique du secteur est à mettre en rapport, très certainement, avec une position dominante sur le val d'Allier et la proximité d'affleurements de silex. Mais les hommes du Gravettien ont aussi utilisé du silex provenant du sud du Bassin parisien, ce qui témoigne de contacts à grande distance.
Le puy Saint-André où l'on a retrouvé des traces de céramique datant du Bas-Empire et du haut Moyen Âge comportait un prieuré et une chapelle.
Terre du comté d'Auvergne, en 1316 elle se nommait Castrum novum puis est connue sous le nom de Châteauneuf d'Allier. C'est Louis XI qui, en hommage à la beauté du site lui donna le nom de Mirefleurs par lettres patentes du 15 décembre 1470,.

## Politique et administration

### Découpage territorial
La commune de Mirefleurs est membre de la communauté de communes Mond'Arverne Communauté, un établissement public de coopération intercommunale (EPCI) à fiscalité propre créé le 1er janvier 2017 siégeant à Veyre-Monton, et par ailleurs membre d'autres groupements intercommunaux. Jusqu'en 2016, elle faisait partie de la communauté de communes Gergovie Val d'Allier Communauté.
Sur le plan administratif, elle est rattachée à l'arrondissement de Clermont-Ferrand, à la circonscription administrative de l'État du Puy-de-Dôme et à la région Auvergne-Rhône-Alpes.
Sur le plan électoral, elle dépend du canton de Vic-le-Comte pour l'élection des conseillers départementaux, depuis le redécoupage cantonal de 2014 entré en vigueur en 2015, et de la quatrième circonscription du Puy-de-Dôme pour les élections législatives, depuis le dernier découpage électoral de 2010.

### Élections municipales et communautaires

#### Élections de 2020
Le conseil municipal de Mirefleurs, commune de plus de 1 000 habitants, est élu au scrutin proportionnel de liste à deux tours (sans aucune modification possible de la liste), pour un mandat de six ans renouvelable. Compte tenu de la population communale, le nombre de sièges à pourvoir lors des élections municipales de 2020 est de 19. Les dix-neuf conseillers municipaux, issus d'une liste unique, sont élus au premier tour avec un taux de participation de 29,49 %.
Trois sièges sont attribués à la commune au sein du conseil communautaire de la communauté de communes Mond'Arverne Communauté.
Le conseil municipal, réuni le 25 mai 2020 pour élire le nouveau maire (Richard Véga), a désigné cinq adjoints.

#### Chronologie des maires
| Période                                  | Période                   | Identité                     | Étiquette | Qualité |
| ---------------------------------------- | ------------------------- | ---------------------------- | --------- | --- |
| Les données manquantes sont à compléter. |                           |                              |           | |
| 1800                                     | 1817                      | Antoine-Michel Champet       |           | |
| 1817                                     | 1822                      | Georges Onslow               |           | |
| 1822                                     | 1825                      | Hugues Montéléon             |           | |
| 1825                                     | 1831                      | Jean-Michel Deval-Fressanges |           | |
| 1831                                     | 1836                      | Jean-Hugues Montéléon        |           | |
| 1836                                     | 1843                      | Antoine Chauvassaigne        |           | |
| 1843                                     | 1849                      | Jean-Hugues Montéléon        |           | |
| 1849                                     | 1852                      | Antoine Chauvassaigne        |           | |
| 1852                                     | 1866                      | François Bourdillon-Mayet    |           | |
| 1866                                     | 1871                      | Jean Tixier                  |           | |
| 1871                                     | 1872                      | Bourdillon                   |           | |
| 1872                                     | 1877                      | Jean Francon-Champclaux      |           | |
| 1877                                     | 1878                      | Jean-Philippe Moreau         |           | |
| 1878                                     | 1879                      | Commission municipale        |           | |
| 1879                                     | 1884                      | Jean-Philippe Moreau         |           | |
| 1884                                     | 1900                      | Jean-Paul Chosson-Pallier    |           | |
| ...                                      | ...                       | ...                          | ...       | ... |
| 1972                                     | 1989                      | Jean Ratelade                |           | Trésorier principal des Finances                                                                                 |
| 1989                                     | 1994 (démission)          | Francis Field                |           | |
| 1994                                     | mars 2014                 | Alain Hébrard                | SE        | Professeur agrégé et chargé de cours                                                                             |
| mars 2014                                | 25 mai 2020               | Jean Baridon                 | DVG       | Retraité 3e vice-président de Gergovie Val d'Allier Communauté chargé de la valorisation touristique (2014-2016) |
| 25 mai 2020                              | En cours (au 29 mai 2020) | Richard Véga                 |           | |

## Équipements et services publics

### Enseignement
Mirefleurs dépend de l'académie de Clermont-Ferrand. Elle gère une école maternelle et une école élémentaire publiques.
Les élèves poursuivent leur scolarité au collège Jean-Rostand, aux Martres-de-Veyre, puis au lycée René-Descartes, à Cournon-d'Auvergne, pour les filières générales et sciences et technologies du management et de la gestion, ou au lycée La-Fayette, à Clermont-Ferrand, pour la filière sciences et technologies de l'industrie et du développement durable.

## Population et société

### Démographie
L'évolution du nombre d'habitants est connue à travers les recensements de la population effectués dans la commune depuis 1793. Pour les communes de moins de 10 000 habitants, une enquête de recensement portant sur toute la population est réalisée tous les cinq ans, les populations de référence des années intermédiaires étant quant à elles estimées par interpolation ou extrapolation. Pour la commune, le premier recensement exhaustif entrant dans le cadre du nouveau dispositif a été réalisé en 2005.

En 2022, la commune comptait 2 336 habitants, en évolution de −4,34 % par rapport à 2016 (Puy-de-Dôme : +2,1 %, France hors Mayotte : +2,11 %).
| 1793  | 1800  | 1806  | 1821  | 1831  | 1836  | 1841  | 1846  | 1851  |
| ----- | ----- | ----- | ----- | ----- | ----- | ----- | ----- | ----- |
| 1 560 | 1 386 | 1 411 | 1 406 | 1 324 | 1 358 | 1 338 | 1 356 | 1 332 |

| 1856  | 1861  | 1866  | 1872  | 1876  | 1881  | 1886  | 1891  | 1896  |
| ----- | ----- | ----- | ----- | ----- | ----- | ----- | ----- | ----- |
| 1 268 | 1 225 | 1 160 | 1 148 | 1 166 | 1 120 | 1 164 | 1 156 | 1 086 |

| 1901 | 1906 | 1911 | 1921 | 1926 | 1931 | 1936 | 1946 | 1954 |
| ---- | ---- | ---- | ---- | ---- | ---- | ---- | ---- | ---- |
| 989  | 860  | 772  | 599  | 642  | 611  | 563  | 531  | 676  |

| 1962 | 1968 | 1975  | 1982  | 1990  | 1999  | 2005  | 2006  | 2010  |
| ---- | ---- | ----- | ----- | ----- | ----- | ----- | ----- | ----- |
| 702  | 847  | 1 053 | 1 404 | 1 708 | 1 791 | 2 063 | 2 097 | 2 295 |

| 2015  | 2020  | 2022  | - | - | - | - | - | - |
| ----- | ----- | ----- | - | - | - | - | - | - |
| 2 419 | 2 353 | 2 336 | - | - | - | - | - | - |

## Économie

### Commerce
Mirefleurs ne possède plus de commerce de proximité, supérette multi-service.
Mirefleurs possède une poste (agence postale de la mairie), un salon de coiffure, un bureau de tabac et journaux. un kiné, un médecin, des infirmières et une pharmacie. Il n'y a plus d'épicerie multi-service car elle a fermé en 2012, mais depuis 2014, une pizzeria se trouve la remplace sur la place Jean-Domat. Un bar-restaurant a récemment[Quand ?] été repris[réf. nécessaire].

### Tourisme
Le tourisme tient à des chambres d'hôtes (domaine de Pomeix ancienne propriété viticole).

## Culture locale et patrimoine

### Lieux et monuments

#### Patrimoine religieux
La chapelle de la Conche renferme une statue de la Vierge en majesté haute de 78 cm, en bois de noyer polychrome, doré et marouflé, datée du XIIIe siècle classé au titre objet le 21 décembre 1978.
L'église possède une armoire à vantaux en bois sculpté datée du XVIe siècle classée au titre objet le 5 décembre 1904.
Le clocher se situe à 200 m de l'église, il s'agit d'un ancien bâtiment destiné au pesage des céréales.

#### Patrimoine civil

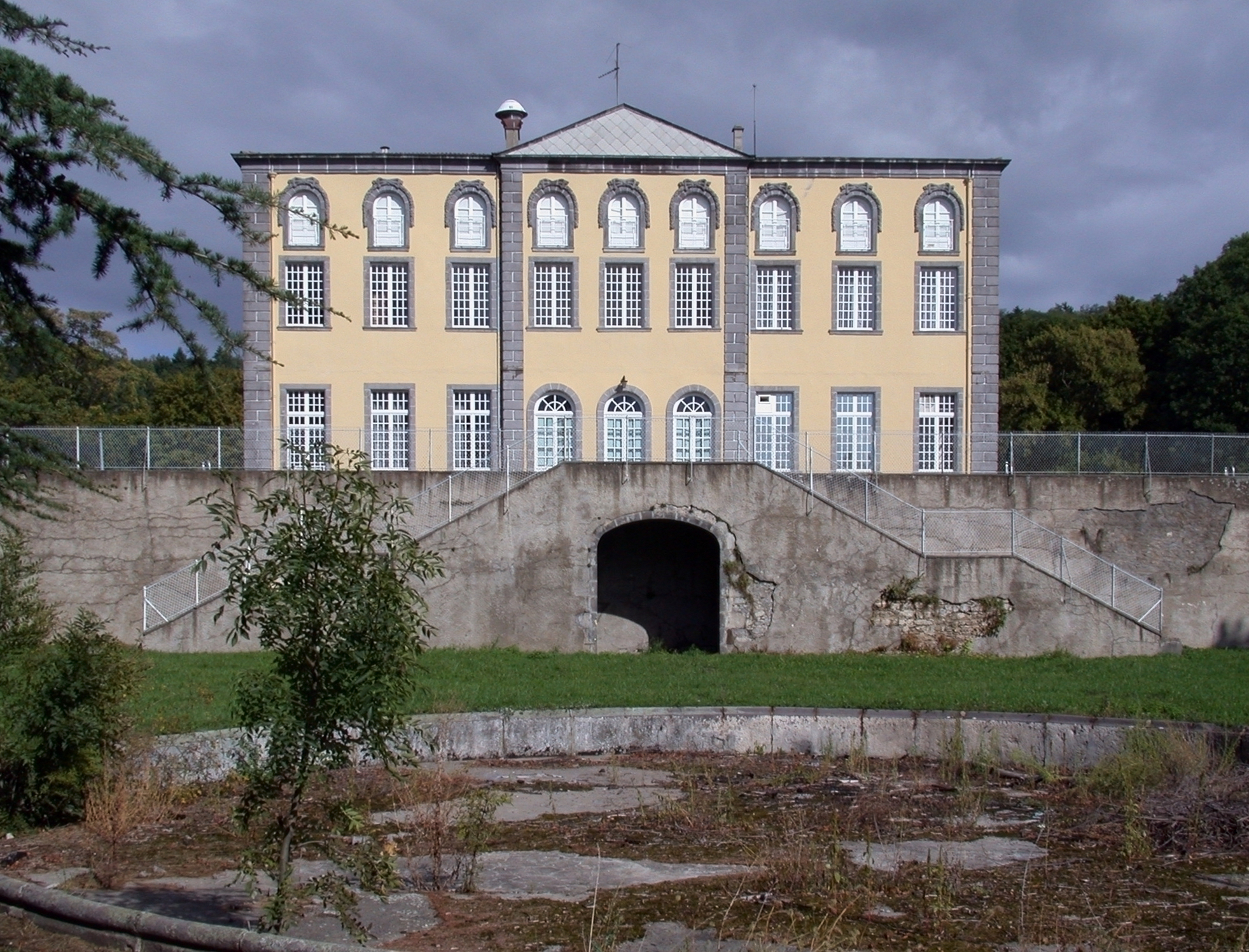
Château de Chalendrat.

- La maison Domat située dans le bourg, 2 rue de la Grande-Chareyre, daterait du XVe siècle avec des travaux aux XVIIe et XVIIIe siècles. C'est à Jean Domat que Pascal confia ses papiers personnels à sa mort. La maison est inscrite comme monument historique par arrêté du 7 novembre 2000[38] et tout particulièrement les pièces intérieures avec leurs décors. Le cabinet circulaire situé en haut de la tourelle d'escalier est orné de 225 graffitis, des dessins tracés à l'ocre rouge ou à la mine de plomb dont plusieurs sont des portraits, des caricatures, dont trois pourraient représenter Pascal.
- Château médiéval privé[réf. nécessaire].
- Château de Chalendrat, ancienne propriété de George Onslow, désormais centre de vacances de la CCAS du personnel des industries électriques et gazières (sur les hauteurs en direction de Busséol)[39].
- La fontaine a été construite à la fin du XIXe siècle (adjudication des travaux à la construction lyonnaise le 15 septembre 1892).

### Patrimoine naturel
Les bois, les rives de l'Allier et la vue sur la vallée de l'Allier forment le patrimoine naturel de la commune.
Plusieurs sources sur la commune auraient des vertus curatives diverses.

### Personnalités liées à la commune
- John Stuart, régent d’Écosse, comte-consort et gouverneur d'Auvergne (1482-1536).
- Jean Domat, jurisconsulte (1625-1696). Il était propriétaire de la maison Domat inscrite monument historique.
- George Onslow, compositeur de musique (1784-1853). Il a été maire de la commune.